# Paige Turco
Jean Paige Turco (Springfield, 17 de maio de 1965) é uma atriz estadunidense. Ficou conhecida pelo seu papel na série The 100 interpretando a Dr. Abigail Griffin (Abby), mãe de Clarke Griffin, a principal protagonista na série da emissora The CW que estreou em 2014 e foi renovada para sétima temporada (a última, anunciada em 2019) para 2020. Quando criança, ela estudou para se tornar uma bailarina. Ela se apresentou como solista com o Conservatório de Dança de New England, Western Massachusetts Ballet Company, mas seus sonhos foram destruídos, quando uma lesão no tornozelo encerrou sua carreira como dançarina aos 14 anos. Ela foi forçada a voltar e reavaliar sua decisão de carreira e focou-se em dramas e comédias musicais. Paige formou-se na Universidade de Connecticut com licenciatura em teatro.

## História
Ela conseguiu seu primeiro papel numa novela em 1987 da CBS The Guiding Light, como uma adolescente problemática que é adotada por uma mulher rica. No ano seguinte se transferiu para o ABC All My Children, onde ela interpretou Melanie Cortlant. Em 1989 Paige deixou as novelas e tentou a sorte nas telonas, estrelando em filmes como As Tartarugas Ninja II - O Segredo do Ooze (2011) e As Tartarugas Ninja III (1993), The November Conspiracy (2000) e Vibrations (1996) antes de pegar um papel principal como Gail Emory em Shaun Cassidy na controversa série American Gothic (1995). A série foi cancelada depois de apenas uma temporada. Ela conheceu e se apaixonou por John Mese no show e que o casal ficou noivo logo depois que terminou. Ela e John Mese passaram a trabalhar ao lado um do outro no Dark Tides (1998) e R2PC: Road to Park City (2000), antes o casal cancelou o noivado em 2001 e seguiram caminhos separados. Paige estrelou muitos filmes independentes, incluindo Urbania (2000), Astoria (2000), Runaway Vírus (2000) e Confissões de Quatro Apaixonados (1995) e teve algumas aparições em séries de televisão como NYPD Blue (1993), O Quinteto (1994), O Fugitivo (2000) e Lei e Ordem: Unidade de Vitimas Especiais (1999) antes de assumir um dos papéis principais na série de Wolfgang Petersen e Shaun Cassidy chamada Agência (2005). Paige interpretou Terri Lowell, uma técnica gráfica para o departamento OTS, e as vezes como agente de campo. "The Agency" durou duas temporadas antes de ser cancelada pela CBS. Paige terminou recentemente as filmagens de dois novos filmes, The Empath (2002) e Rhinoceros Eyes (2003).
Paige foi casada com Jason O'Mara de 19 de Setembro de 2003 até maio de 2017, eles tem um filho David O'Mara nascido em 2004.

## Filmografia

### Filme
| Ano  | Título                                                          | Papel                    | Notas         |
| ---- | --------------------------------------------------------------- | ------------------------ | ------------- |
| 1991 | The Making of 'Teenage Mutant Ninja Turtles': Behind the Shells | Ela Mesma / April O'Neil | Documentário  |
| 1991 | As Tartarugas Ninja II - O Segredo do Ooze                      | April O'Neil             |               |
| 1993 | As Tartarugas Ninja III                                         | April O'Neil             |               |
| 1994 | Louca Paixão                                                    | Louise                   |               |
| 1995 | The Feminine Touch                                              | Jennifer Barron          |               |
| 1995 | Confissões de Quatro Apaixonados                                | Gina                     |               |
| 1996 | Vibrations                                                      | Lisa                     |               |
| 1998 | Dark Tides                                                      | Sara                     |               |
| 2000 | R2PC: Road to Park City                                         | Paige Turco              |               |
| 2000 | Urbania                                                         | Cassandra                |               |
| 2000 | Runaway Virus                                                   | Jenny Blanchard          | Filme para TV |
| 2000 | Astoria (filme)                                                 | Elena                    |               |
| 2000 | Silent Witness                                                  |                          | Filme Para TV |
| 2001 | Dead Dog                                                        | Perri                    |               |
| 2002 | The Empath                                                      |                          |               |
| 2003 | Rhinoceros Eyes                                                 | Fran                     |               |
| 2006 | Waltzing Anna                                                   | Barbara Rhoades          |               |
| 2006 | O Invencível (2006)                                             | Carol Vermeil            |               |
| 2007 | Treinando o Papai                                               | Karen Kelly              |               |
| 2007 | The Favor (2006)                                                | Caroline                 |               |
| 2009 | O Retorno de Um Herói                                           | Stacey Strobl            | Filme Para TV |
| 2009 | O Padrasto                                                      | Jackie Kerns             |               |
| 2010 | Segredos da Montanha                                            | Dana James               | Filme Para TV |

### Televisão
| Ano           | Título                                    | Papel                                   | Temporada - Episódio                                                 |
| ------------- | ----------------------------------------- | --------------------------------------- | -------------------------------------------------------------------- |
| 1987 - 1989   | The Guiding Light                         | Dinah Morgan Marler / Dinah Chamberlain | 18 episódios                                                         |
| 1989 - 1991   | All My Children                           | Melanie 'Lanie' Cortlandt Rampal        | 16 episódios                                                         |
| 1990          | Showbiz Today                             | Ela mesma                               | Episódio dia 1 de Dezembro de 1990                                   |
| 1994          | Winnetka Road                             | Terry Mears                             | Coadjuvante                                                          |
| 1995 - 1996   | American Gothic                           | Gail Emory                              | Coadjuvante                                                          |
| 1996 - 1997   | NYPD Blue                                 | Officer Abby Sullivan                   | 10 episódios                                                         |
| 1997 - 1998   | O Quinteto                                | Annie Mott                              | 18 episódios                                                         |
| 1998 - 2002   | The Rosie O'Donnell Show                  | Ela Mesma                               | 22 Abril de 1998, 18 Abril de 2002                                   |
| 2000          | O Fugitivo                                | Laura Chereaux                          | "Pilot" (1ª episódio 1)                                              |
| 2001 - 2002   | CBS Cares                                 | Ela Mesma                               | 1 de Janeiro de 2001, 1 de Janeiro de 2002                           |
| 2001 - 2003   | The Agency                                | Terri Lowell                            | Coadjuvante                                                          |
| 2003          | The Directors                             | Ela Mesma                               | "The Films of David Lynch" (2ª - episódio 33)                        |
| 2006          | Women in Law                              | Carolyn Fordham                         | "Pilot" (1ª - episódio 1)                                            |
| 2006          | Rescue Me                                 | Nell Turbody                            | "Devil", "Torture", "Sparks", "Chlamydia" (3ª - episódio 1, 3, 4, 5) |
| 2007 - 2008   | Big Shots                                 | Lisbeth Hill                            | Coadjuvante                                                          |
| 2008          | Entertainment Tonight                     | Ela Mesma                               | 10 de Janeiro de 2008                                                |
| 2009          | Life on Mars                              | Colleen McManus                         | "All the Young Dudes" (1ª - episódio 15)                             |
| 2009          | Damages                                   | Christine Purcell                       | 6 episódios                                                          |
| 2010          | The Good Wife                             | Caroline Wilder                         | " Unplugged" (1ª - episódio 21)                                      |
| 2011          | Blue Bloods                               | Detetive Ryan                           | "My Funny Valentine" (1ª - episódio 14)                              |
| 2001 - 2011   | Lei e Ordem: Unidade de Vítimas Especiais | Kathleen Raines / Pam Adler             | "Ridicule", "Blood Brothers" (3ª - episódio 10, 13ª - episódio 3)    |
| 2011 - 2013   | Pessoa de Interesse                       | Zoe Morgan                              | 7 epidódios                                                          |
| 2014          | NCIS: Investigações Criminais             | Linda Pride                             | "Crescent City: Part 1" (11ª - episódio 18)                          |
| 2014          | NCIS: New Orleans                         | Linda Pride                             | "Master of Horror" (1ª - episódio 6)                                 |
| 2014-presente | The 100                                   | Dr. Abigail Griffin                     | Coadjuvante                                                          |
| 2015          | To Appomattox                             | Sallie Corbell Pickett                  | Secundária                                                           |
| 2019          | The 100                                   | Dr. Simone Lightbourn                   | "The Blood of Sanctum " (6ª - episódio 13)                           |

### Curta-Metragem
| Ano  | Título              | Papel   |
| ---- | ------------------- | ------- |
| 1999 | Claire Makes It Big | Bronwyn |